# Past Times with Good Company
Past Times with Good Company är Blackmore's Nights första liveskiva. Skivan är en dubbel-cd som släpptes i januari 2003 i USA och i oktober 2003 i Europa. Den är inspelad i Groningen i Nederländerna och New York i USA.

## Låtlista

### CD1
1. Shadow Of The Moon
2. Play Minstrel Play
3. Minstell Hall
4. Past Time With Good Company
5. Fires At Midnight
6. Under A Violent Moon
7. Soldier Of Fortune

### CD2
1. 16th Century Greensleeves*
2. Beyond The Sunset
3. Morning Star
4. Home Again
5. Renaissance Faire
6. I Still Remember
7. Durch Den Wald Zum Bach Haus
8. Writing On The Wall
9. Fires At Midnight (Grekisk version)#
10. Home Again (Live Solingen, Germany)#